# Yubei

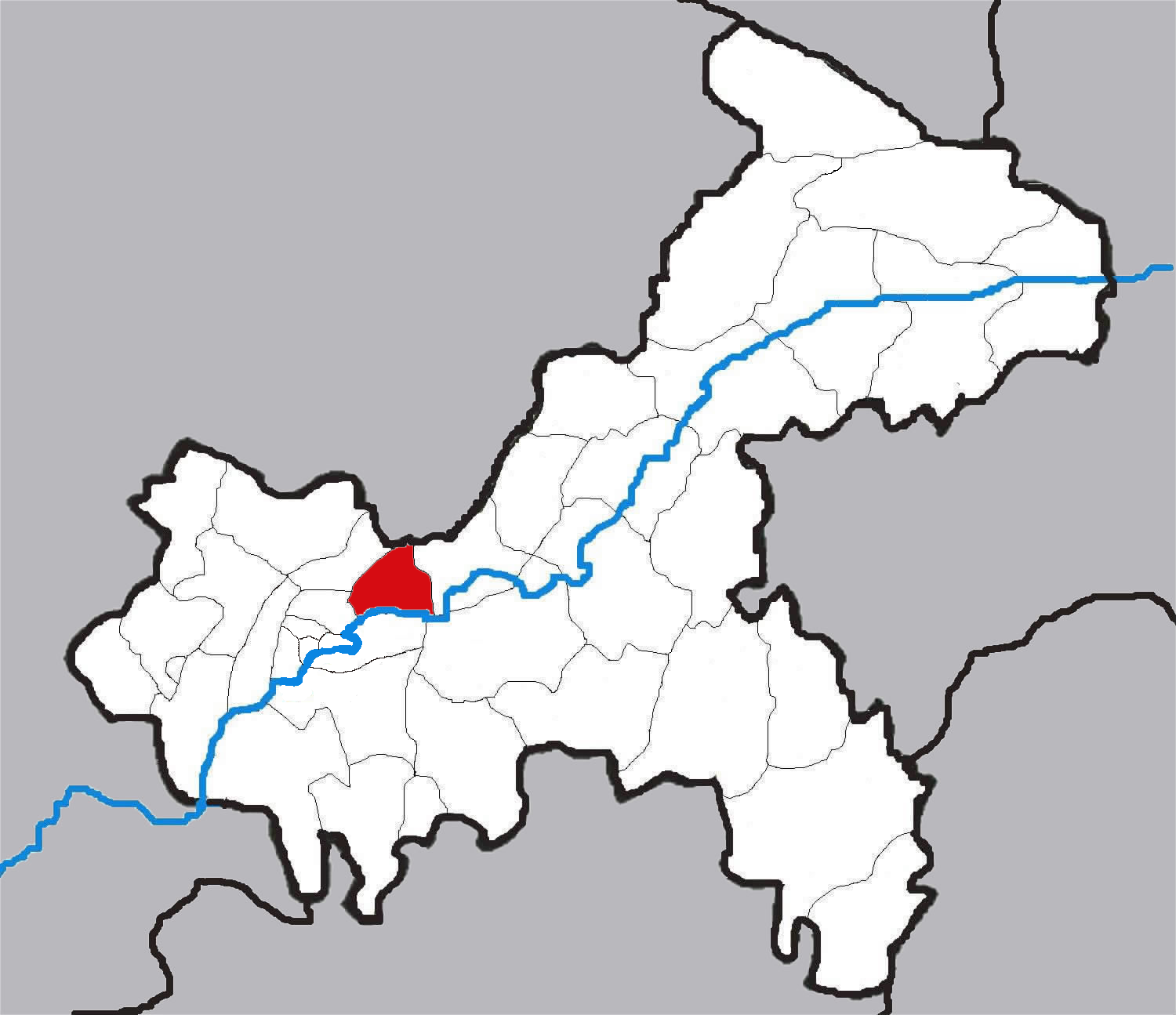
Stadtbezirk Yubei in Chongqing

Der Stadtbezirk Yubei (chinesisch 渝北区, Pinyin Yúběi Qū) der regierungsunmittelbaren Stadt Chongqing in der Volksrepublik China hat eine Fläche von 1.452 km², Ende 2022 lebten dort 2,2 Millionen Menschen.
In der Großgemeinde Longxing befindet sich der aus vier Parabolantennen bestehende, erste Abschnitt des Facettenauge-Tiefraumradars (中国复眼) zur Ortung von erdnahen Asteroiden und Raumflugkörpern im Erde-Mond-System.

## Administrative Gliederung

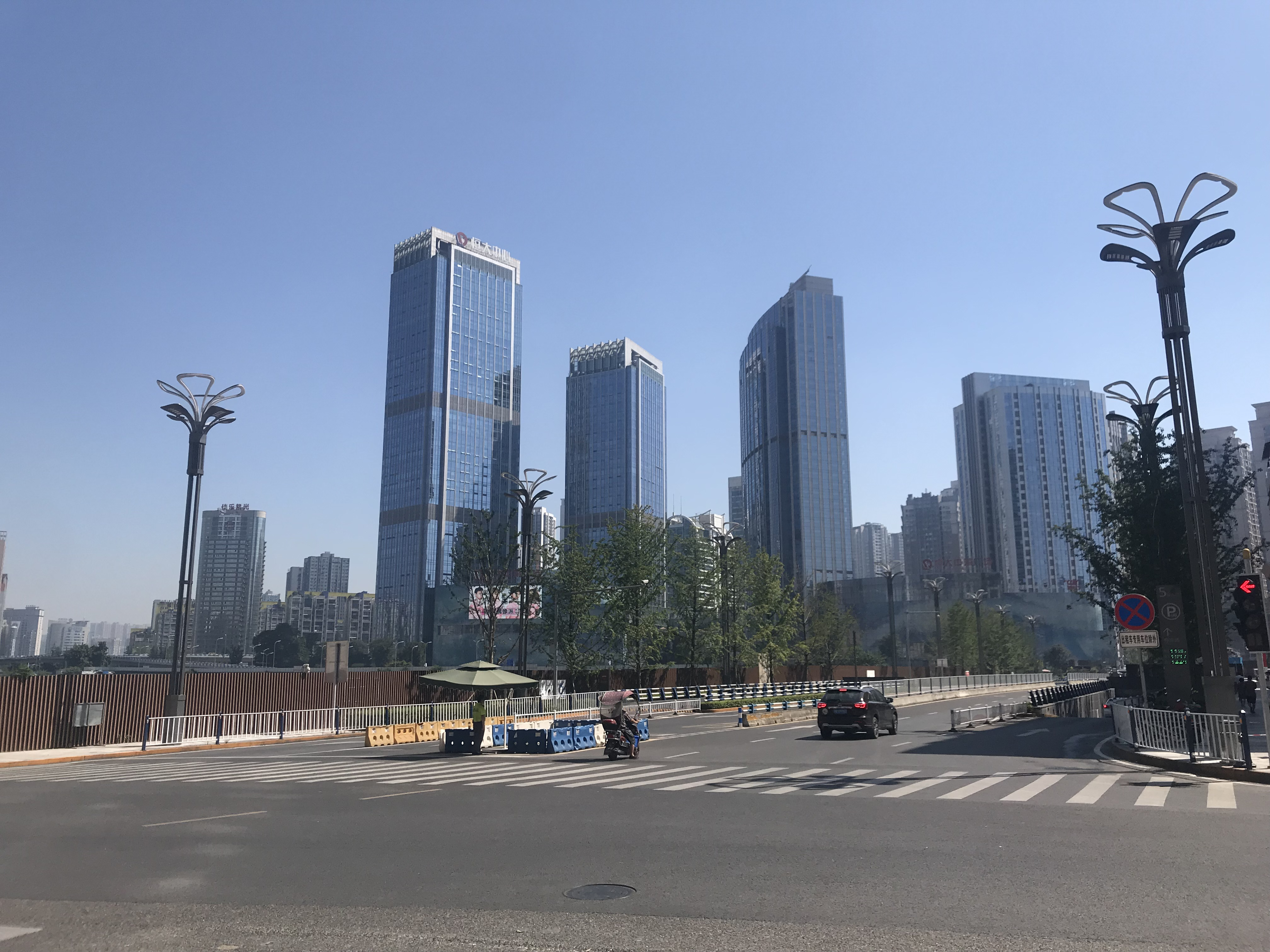
Evergrande-Zentrum in Longta

Auf Gemeindeebene setzt sich Yubei aus 19 Straßenvierteln und 11 Großgemeinden zusammen. Diese sind:
Straßenviertel Baoshenghu (宝圣湖街道)
Straßenviertel Cuiyun (翠云街道)
Straßenviertel Dazhulin (大竹林街道)
Straßenviertel Huixing (回兴街道)
Straßenviertel Jinshan (金山街道)
Straßenviertel Kangmei (康美街道)
Straßenviertel Lijia (礼嘉街道)
Straßenviertel Lianglu (两路街道)
Straßenviertel Longshan (龙山街道)
Straßenviertel Longta (龙塔街道)
Straßenviertel Longxi (龙溪街道)
Straßenviertel Renhe (人和街道)
Straßenviertel Shuangfengqiao (双凤桥街道)
Straßenviertel Shuanglonghu (双龙湖街道), Regierungssitz des Stadtbezirks
Straßenviertel Tiangongdian (天宫殿街道)
Straßenviertel Wangjia (王家街道)
Straßenviertel Xiantao (仙桃街道)
Straßenviertel Yuanyang (鸳鸯街道)
Straßenviertel Yuelai (悦来街道)
Großgemeinde Cizhu (茨竹镇)
Großgemeinde Dasheng (大盛镇)
Großgemeinde Dawan (大湾镇)
Großgemeinde Gulu (古路镇)
Großgemeinde Longxing (龙兴镇)
Großgemeinde Luoqi (洛碛镇)
Großgemeinde Mu’er (木耳镇)
Großgemeinde Shichuan (石船镇)
Großgemeinde Tongjing (统景镇)
Großgemeinde Xinglong (兴隆镇)
Großgemeinde Yufengshan (玉峰山镇)

## Neuer Stadtbezirk Liangjiang
Bis auf die Straßenviertel Lianglu und Wangjia und die Großgemeinden Luoqi, Xinglong, Cizhu, Tongjing, Dasheng und Dawan wurde die gesamte Fläche Yubeis auch Bestandteil des am 18. Juni 2010 gegründeten sogenannten „Neue Stadtbezirks“ Liangjiang (两江新区 Liǎngjiāng Xīnqū). Er umfasst auch Teile der Stadtbezirke Jiangbei und Beibei. Bei Liangjiang handelt es sich aber um eine reine Maßnahme zur Förderung der Wirtschaftsentwicklung, d. h. Liangjiang ist kein Stadtbezirk im administrativen Sinne. Er wird von der „Leitungsgruppe für die Erschließung und den Aufbau des Neuen Stadtbezirks Liangjiang“ (两江新区开发建设领导小组 Liangjiang Xinqu kaifa jianshe lingdao xiaozu), die sich aus Vertretern der Stadt Chongqing und der betroffenen Stadtbezirke zusammensetzt, verwaltet. Dementsprechend bleibt Yubei in seinen bisherigen administrativen Grenzen mit seiner Volksregierung und den zugehörigen politischen Strukturen (Volkskongress, Konsultativkonferenz) zumindest vorläufig vollumfänglich erhalten.

## Verkehrsanbindung

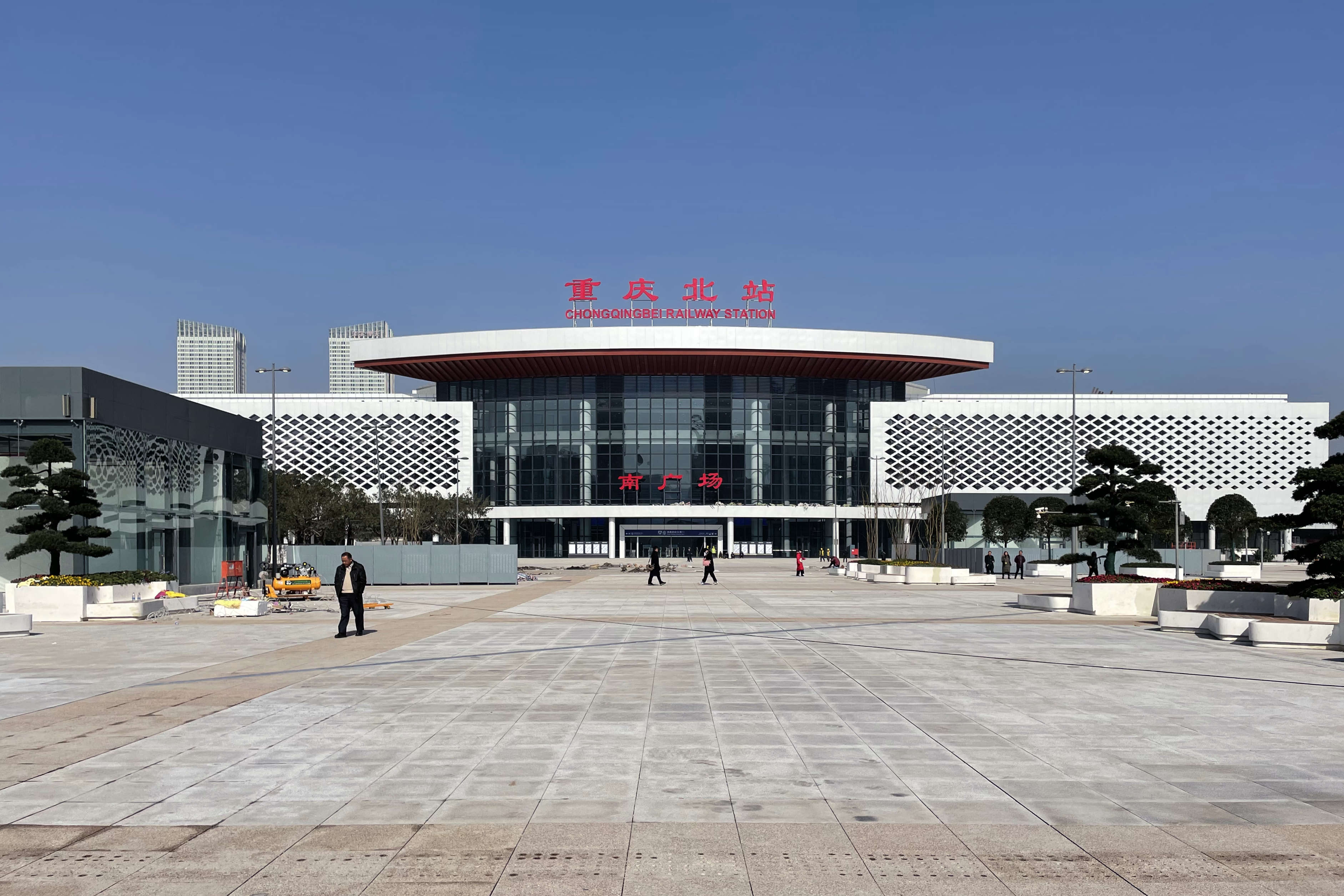
Bahnhof Chongqing Nord

Im Straßenviertel Tiangongdian befindet sich der Bahnhof Chongqing Nord (重庆北站). Dort halten Züge der Schnellfahrstrecke Shanghai–Wuhan–Chengdu und der Bahnstrecke Chongqing–Huaihua (渝怀铁路) nach Hunan. Außerdem führt von Chongqing Nord eine Zweigstrecke der Östlichen Ringbahn Chongqing (重庆铁路枢纽东环线) zum Flughafen Chongqing-Jiangbei, der sich im Straßenviertel Lianglu von Yubei befindet. Am Bahnhof Chongqing Nord gibt es auch eine Haltestelle der als Einschienenbahn ausgeführten Linie 3 des Chongqing Rail Transit, die von Jurenba (举人坝) in der Großgemeinde Mu’er in das Straßenviertel Yudong (鱼洞街道) des südlich an Yubei angrenzenden Stadtbezirks Banan führt.
Über die als traditionelle U-Bahn ausgeführte Linie 1 des Rail Transit besteht Anschluss an den Chaotianmen-Kai (朝天门码头) am Zusammenfluss von Jialing Jiang und Jangtsekiang im Stadtbezirk Yuzhong. Von dort fahren Passagierschiffe bis hinunter nach Yichang in der Provinz Hubei, außerdem werden mit Tragflügelbooten Touristenfahrten zu den Drei Schluchten angeboten.
Durch Yubei führt in Nord-Süd-Richtung die Autobahn Baotou–Maoming von der Inneren Mongolei nach Guangdong. Über die Autobahn Shanghai–Chongqing besteht Verbindung mit der chinesischen Ostküste. Auch die Nationalstraße 210 von der Inneren Mongolei nach Guangxi und die Nationalstraße 319 von Fujian nach Sichuan kreuzen sich in Yubei.